# 연속간행물 상세 표준 식별코드
연속간행물 상세 표준 식별코드(영어: Serial Item and Contribution Identifier, SICI)은 출판물을 위한 고유 식별자로 미국 국립 표준 협회(ANSI)와 미국 정보 표준화 기구(NISO)의 표준이다.

## 같이 보기
- 국제 표준 연속 간행물 번호
- Z39.50